# Snæfellsbær
Snæfellsbær (kiejtése: ˈstnaiːˌfɛlsˌpaiːr̥) önkormányzat Izland Nyugati régiójában, amely 1994. június 11-én jött létre Ólafsvíkurkaupstaðar, Neshrepps utan Ennis, Breiðuvíkurhrepps és Staðarsveitar egyesülésével.

## Testvérváros
- Vestmanna, Feröer[3]

## Fordítás
- Ez a szócikk részben vagy egészben  a   Snæfellsbær című izlandi Wikipédia-szócikk ezen változatának fordításán alapul.  Az eredeti cikk szerkesztőit annak laptörténete sorolja fel. Ez a jelzés csupán a megfogalmazás eredetét és a szerzői jogokat jelzi, nem szolgál a cikkben szereplő információk forrásmegjelöléseként.
- Ez a szócikk részben vagy egészben  a   Snæfellsbær című angol Wikipédia-szócikk ezen változatának fordításán alapul.  Az eredeti cikk szerkesztőit annak laptörténete sorolja fel. Ez a jelzés csupán a megfogalmazás eredetét és a szerzői jogokat jelzi, nem szolgál a cikkben szereplő információk forrásmegjelöléseként.